# NGC 572
NGC 572 (również PGC 5508) – galaktyka soczewkowata (SB0), znajdująca się w gwiazdozbiorze Rzeźbiarza. Odkrył ją John Herschel 4 września 1834 roku.